# Justo Javier Meza
Justo Javier Meza Ovelar (Asunción, Paraguay, 19 de julio de 1967) es un exjugador y entrenador paraguayo, que jugaba de volante y militó en diversos clubes de Paraguay y Chile. 

## Clubes
| Club                  | País     | Año       |
| --------------------- | -------- | --------- |
| Minga Guazú           | Paraguay | 1988      |
| Olimpia               | Paraguay | 1989-1990 |
| Sol de América        | Paraguay | 1991      |
| Olimpia               | Paraguay | 1992      |
| Cerro Porteño         | Paraguay | 1993-1995 |
| Libertad              | Paraguay | 1996      |
| Cerro Porteño         | Paraguay | 1996-1998 |
| Deportes Puerto Montt | Chile    | 1999      |
| Santiago Wanderers    | Chile    | 2000      |
| Sol de América        | Paraguay | 2001-2002 |

## Palmarés

### Torneos nacionales oficiales
| Título           | Club           | País     | Año  |
| ---------------- | -------------- | -------- | ---- |
| Primera División | Olimpia        | Paraguay | 1989 |
| Primera División | Sol de América | Paraguay | 1991 |
| Primera División | Cerro Porteño  | Paraguay | 1992 |
| Primera División | Cerro Porteño  | Paraguay | 1994 |
| Primera División | Cerro Porteño  | Paraguay | 1996 |

### Torneos internacionales oficiales
| Título            | Club    | País     | Año  |
| ----------------- | ------- | -------- | ---- |
| Copa Libertadores | Olimpia | Paraguay | 1990 |
| Supercopa         | Olimpia | Paraguay | 1990 |